# Torino Challenger 1993
Il Torino Challenger 1993 è stato un torneo di tennis facente parte della categoria ATP Challenger Series nell'ambito dell'ATP Challenger Series 1993. Il torneo si è giocato a Torino in Italia dal 31 maggio al 6 giugno 1993 su campi in terra rossa.

## Vincitori

### Singolare
Richard Fromberg ha battuto in finale  Horacio de la Peña con il punteggio di 6–1, 7–6

### Doppio
Andrew Kratzmann /  Marten Renström hanno battuto in finale  Brian Joelson /  John Sullivan con il punteggio di 6–4, 6–0